# Mistrovství Evropy ve sportovním lezení 2002
Mistrovství Evropy ve sportovním lezení 2002 (anglicky: UIAA European Championship, francouzsky: Championnats d'Europe d'escalade, německy: Klettern Europameisterschaft) se uskutečnilo jako pátý ročník 10.-13. července v Chamonix pod hlavičkou Mezinárodní horolezecké federace (UIAA), bylo to již druhé ME pořádané ve Francii, závodilo se v lezení na obtížnost i rychlost a poprvé také v boulderingu.

## Průběh závodů
Boulderové závody proběhly na čtyřech věžích, na každé z nich byly tři cesty, na každé věži lezli muži a ženy současně. Původně dvoudenní závod díky nepřízni počasí proběhl v jeden den. Kvalifikace pět boulderů během pěti minut, ve finále šest boulderů do šesti minut. Kvalifikační cesty byly super těžké a TOP dal málokdo.
Vrcholem závodů bylo deštivé finále v lezení na obtížnost, dvě závodnice dolezly shodně na třetím místě.

### Češi na ME
Šampionátu se zúčastnilo 5 mužů a 4 ženy z České republiky, reprezentovali Česko ve dvou disciplínách - v obtížnosti, v boulderingu a přivezli první dvě medaile z ME.
Tomáš Mrázek se stal prvním českým vicemistrem Evropy v lezení na obtížnost a zároveň pomocí SMS zpráv uskutečnil první přímý přenos ze závodů ME do Čech.
České želízko v ohni Jiří Přibyl se na čtvrtém boulderu nedokázal v koutu rozkročit jako ostatní pro zkrácené přitahovače, vyřešil boulder po svém a byl z toho jediný TOP na této cestě.
V ženské kategorii si s kvalifikací poradila Věra Kotasová-Kostruhová. První finálový boulder ji potrápil a podle národního kouče Slávka Vomáčky ji vyburcoval k pěknému výkonu. Následovaly čtyři TOPy vždy na první pokus. Tuto sérii dokázaly překonat jen dvě Francouzky a tak z toho bylo krásné třetí místo.

### Výsledky mužů a žen
| obtížnost                   | obtížnost                           | rychlost           | rychlost            | bouldering               | bouldering                  |
| --------------------------- | ----------------------------------- | ------------------ | ------------------- | ------------------------ | --------------------------- |
| muži                        | ženy                                | muži               | ženy                | muži                     | ženy                        |
| 1. Alexandre Chabot         | 1. Chloé Minoret                    | 1. Maxim Stěnkovyj | 1. Olena Repko      | 1. Christian Core        | 1. Sandrine Levet           |
| 2. Tomáš Mrázek             | 2. Martina Čufar                    | 2. Sergej Sinicyn  | 2. Olga Zacharovová | 2. Mauro Calibani        | 2. Fanny Rogeaux            |
| 3. Ramón Julián Puigblanque | 3. Sandrine Levet 3. Muriel Sarkany | 3. Alexei Gadeev   | 3. Svetlana Sutkina | 3. Salavat Rachmetov     | 3. Věra Kotasová-Kostruhová |
|                             |                                     |                    |                     |                          |                             |
| 45. Radim Nosek             | 28. Sylvie Nagyová                  | -                  | -                   | 14. Jiří Přibyl          | 16.-18. Helena Lipenská     |
| 55.-59. Tomáš Doubravský    | 31. Helena Lipenská                 | -                  | -                   | 30.-33. Radovan Souček   | -                           |
| -                           | 33.-36. Lenka Trnková               | -                  | -                   | 38.-39. Tomáš Doubravský | -                           |
| ? finalistů                 | ? finalistek                        | ? finalistů        | ? finalistek        | ? finalistů              | ? finalistek                |
| ? semifinalistů             | ? semifinalistek                    | ? semifinalistů    | ? semifinalistek    | ? semifinalistů          | ? semifinalistek            |
| 63 mužů                     | 47 žen                              | 17 mužů            | 12 žen              | 51 mužů                  | 28 žen                      |

### Čeští Mistři a medailisté
| Disciplína | Lezec/lezkyně            | Zlato | Stříbro          | Bronz            |
| ---------- | ------------------------ | ----- | ---------------- | ---------------- |
| Obtížnost  | Tomáš Mrázek             |       | Stříbrná medaile |                  |
| Bouldering | Věra Kotasová-Kostruhová |       |                  | Bronzová medaile |

### Medaile podle zemí
| pořadí | stát      | Zlatá medaile | Stříbrná medaile | Bronzová medaile | celkem |
| ------ | --------- | ------------- | ---------------- | ---------------- | ------ |
| 1.     | Francie   | 3             | 1                | 1                | 5      |
| 2.     | Ukrajina  | 2             | 1                | 0                | 3      |
| 3.     | Itálie    | 1             | 1                | 0                | 2      |
| 4.     | Rusko     | 0             | 1                | 3                | 4      |
| 5.     | Česko     | 0             | 1                | 1                | 2      |
| 6.     | Slovinsko | 0             | 1                | 0                | 1      |
| 7.     | Španělsko | 0             | 0                | 1                | 1      |
| 7.     | Belgie    | 0             | 0                | 1                | 1      |

### Zúčastněné země
| 1.   | Francie            | Francie            | Ukrajina  | Ukrajina  | Itálie             | Francie            |
| 2.   | Česko              | Slovinsko          | Rusko     | Rusko     | Rusko              | Česko              |
| 3.   | Španělsko          | Belgie             | Polsko    | Polsko    | Ukrajina           | Rusko              |
| 4.   | Ukrajina           | Německo            | Francie   | Bulharsko | Spojené království | Ukrajina           |
| 5.   | Rusko              | Rakousko           | Maďarsko  | -         | Francie            | Itálie             |
| 6.   | Německo            | Ukrajina           | Bulharsko | -         | Nizozemsko         | Německo            |
| 7.   | Itálie             | Rusko              | -         | -         | Slovensko          | Slovensko          |
| 8.   | Švýcarsko          | Itálie             | -         | -         | Česko              | Švédsko            |
| 9.   | Rakousko           | Švýcarsko          | -         | -         | Slovinsko          | Španělsko          |
| 10.  | Polsko             | Finsko             | -         | -         | Německo            | Spojené království |
| 11.  | Švédsko            | Spojené království | -         | -         | Bulharsko          | Bulharsko          |
| 12.  | Slovinsko          | Česko              | -         | -         | Švédsko            | Dánsko             |
| 13.  | Bulharsko          | Švédsko            | -         | -         | Rakousko           | -                  |
| 14.  | Finsko             | Maďarsko           | -         | -         | Finsko             | -                  |
| 15.  | Spojené království | Polsko             | -         | -         | Dánsko             | -                  |
| 16.  | Nizozemsko         | Nizozemsko         | -         | -         | Švýcarsko          | -                  |
| 17.  | Norsko             | Španělsko          | -         | -         | Izrael             | -                  |
| 18.  | Bělorusko          | Slovensko          | -         | -         | Španělsko          | -                  |
| 19.  | Izrael             | Norsko             | -         | -         | -                  | -                  |
| 20.  | -                  | Bulharsko          | -         | -         | -                  | -                  |
| (23) | 19                 | 20                 | 6         | 4         | 18                 | 12                 |